# Biennio rosso

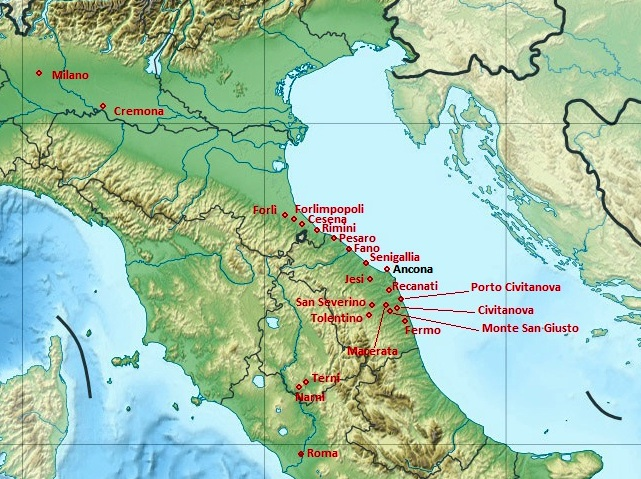
Mapa con la extensión que tuvo la Revuelta de los Bersaglieri (Rivolta dei Bersaglieri) en junio de 1920, durante el Biennio rosso

El biennio rosso, en español bienio rojo, fue una sucesión de eventos en los años de 1919-1920 en la historia de Italia, protagonizada principalmente por los consejos de fábrica. Se le llamó rojo debido a la masiva revuelta popular de orientación socialista y anarquista que se dio sobre todo en el norte de Italia. Estos consejos de fábrica se generalizan vertiginosamente primero por toda la ciudad de Turín constituyéndose en cada una de las fábricas de la ciudad. En abril de 1920, se desata un conflicto menor por cuestiones de horario que va a abrir las puertas al verdadero problema de fondo: el poder obrero en las fábricas. 
Los obreros se lanzan a la huelga que se extiende rápidamente por toda la región del Piamonte, y luego alcanza la Lombardía involucrando medio millón de obreros. A la cabeza de éstos se ponen los "consejos obreros" inspirados en los soviet de Rusia que organizan cada detalle y rubrican su funcionamiento al máximo como dirección del proceso. Esto avisoraba una situación prerrevolucionaria.

## Consejos de fábrica
En Turín, y en el norte de Italia el movimiento obrero empezó a crecer en torno a comisiones internas. La ciudad de Turín, edificada alrededor de grandes fábricas automotrices, era el centro industrial más importante de toda Italia y reunía la flor y nata de la clase obrera italiana. La fábrica automotriz de Fiat en Turín vio el surgimiento, en agosto de 1919, del primer "consejo de fábrica" que abrió el período conocido en la historia como el bienio rojo italiano.
Los consejos eran organismos de autoorganización obrera inspirados en el ejemplo de los "soviets de obreros y campesinos" creados en Rusia. En Italia estos "consejos" se componían de representantes, uno por cada 15 o 20 personas, elegidos por asambleas por sección de la planta y por todos los obreros, estuvieran o no afiliados al sindicato. Los administradores de sección de planta elegían entonces una comisión interna de mandato revocable. Esto era conocido como el "consejo de la fábrica", una estructura de democracia directa practicada y propuesta por los anarcosindicalistas -aunque normalmente dentro de sus sindicatos-, y hoy a través de los consejos de voceros de los anarquistas modernos.
Sus funciones iban desde el control del personal técnico, el despido de empleados que se muestren "enemigos de la clase obrera" ( es decir, opositores al consejo), al control de la producción de la empresa y de las operaciones financieras. Los "consejos" eran creados principalmente por inspiración de los anarcosindicalistas, aunque al constatarse su éxito los militantes del Partido Socialista Italiano empezaron a fundar sus propios "consejos".

### Inicios de los consejos
Antes de noviembre de 1918, estas "comisiones" eran apenas un órgano de asesoría del respectivo sindicato y antes del febrero de 1919, la Federación Italiana de Trabajadores del Metal (FIOM) ganó un contrato para permitir a las comisiones en sus lugares de trabajo. Entonces intentaron transformar a estas comisiones en consejos dotándolos de una función directiva y no sólo de asesoría. Antes de mayo de 1919, los consejos “se convirtieron en la fuerza dominante dentro de la industria metalúrgica y los sindicatos (convencionales) estaban en peligro de convertirse en unidades administrativas marginales” según Carl Levy (en su libro "Gramsci y los anarquistas"). Así describió el marxista heterodoxo Antonio Gramsci la originalidad de los consejos: 

[...] la única institución proletaria que, por nacer precisamente allí donde no subsisten las relaciones políticas de ciudadano a ciudadano, allí donde no existe para la clase obrera ni libertad ni democracia, sino sólo las relaciones económicas de explotador a explotado, de opresor a oprimido, representa el esfuerzo perenne de liberación que la clase obrera realiza por sí misma [...]

Aunque estos hechos sucedieron en gran parte en Turín, esta militancia recorrió Italia con campesinos y trabajadores que tomaban fábricas y tierra. En Liguria, por ejemplo, después de una interrupción en la paga, los trabajadores del metal y de la construcción naval ocuparon y dirigieron sus plantas por cuatro días.
Durante este período, la Unión Sindical Italiana (USI) se incrementó a 800.000 miembros y la influencia de la Unión Anarquista Italiana (20.000 miembros más Umanità Nova, su diario) creció por consiguiente. El reportero marxista galés, Gwyn Williams dice claramente en su libro "Orden proletario" (pg. 194-195):

[...] anarquistas y sindicalistas revolucionarios eran el más importante [...] grupo revolucionario a la izquierda […] El rasgo más saliente en la historia del anarquismo y sindicalismo en 1919-1920 fue el rápido crecimiento  [...] Los sindicalistas sobre todo captaron la opinión de la clase obrera militante que el movimiento socialista inútilmente trataba de captar.

### Ocupaciones de fábrica
La Cofindustria (organismo que agrupa a los industriales italianos) responde ante este ambiente con un intento de cierre masivo de fábricas que, ante el convulsivo escenario, encendió más la situación ya que miles de obreros se movilizan a lo largo y ancho de Italia ocupando por la fuerza las fábricas donde laboran y concentrando los medios de producción de los principales centros económicos en sus manos. Para la defensa de las fábricas tomadas los militantes socialistas crean un cuerpo de "Guardias Rojos" imitando a los bolcheviques rusos.
Los anarquistas fueron los primeros en sugerir a los obreros tomar los lugares de trabajo y ponerlos en funcionamiento. El teórico y militante anarquista Errico Malatesta escribió en el diario partidista"Umanità Nova" en marzo de 1920:

(las) huelgas generales de protesta no afectan a nadie […] proponemos una idea: la toma de posesión de fábricas […] el método tiene ciertamente un futuro, porque corresponde a los fines últimos del movimiento de trabajadores

Los consejos de fábricas promueven la gestión obrera de la producción, como respuesta ofensiva al ataque de las patronales. La patronal exige al gobierno intervenir para frenar a los trabajadores, éste en cambio le requiere cumplir con las regulaciones industriales ya existentes.

[...] los trabajadores pensaron que el momento estaba maduro para la toma de posesión de una vez para siempre de los medios de producción. Se armaron para su propia defensa [...] y comenzaron a organizar la producción por su propia cuenta [...] El derecho de propiedad fue de hecho abolido [...] era un nuevo régimen, una nueva forma de vida social que hacía su entrada. Y el gobierno se echó a un lado al sentirse impotente para ofrecer oposición.
Errico Malatesta, Vida e ideas, pg. 134

Los trabajadores ferroviarios se negaron a transportar tropas, los obreros se fueron en contra de las consignas de los sindicatos reformistas y los campesinos ocuparon tierras, aunque cabe señalar que el movimiento era casi exclusivo de los trabajadores industriales en una país donde la mayor parte de trabajadores se hallaban en la agricultura (cosa que se señalaría luego como una debilidad). Daniel Guérin da un resumen de la extensión del movimiento: 

[...] la dirección de las fábricas [...] se llevaba a cabo por medio de comités de trabajadores técnicos y administrativos. La autogestión llegó lejos [...] La autogestión emitió su propio dinero [...] Se requería estricta autodisciplina [...] (y) una estrecha solidaridad se estableció entre las fábricas [...] (donde) las menas y el carbón se ponían en un fondo común y se repartían equitativamente.
El anarquismo, pg. 109

La burguesía, presa del pánico y del peligro de perder el control de sus propiedades, firma un acuerdo en donde los trabajadores obtienen importantes ventajas reivindicativas y después de cuatro semanas de ocupación los trabajadores decidieron abandonar las fábricas. Esto fue debido a la actuación del Partido Socialista Italiano y de los sindicatos reformistas, quienes se opusieron al movimiento de ocupación y negociaron con el Estado por una vuelta a la "normalidad" a cambio de la promesa de aumentar legalmente el control de las fábricas por los trabajadores, en asociación con los jefes. Esta promesa no se mantuvo. 
Los líderes socialistas, si bien simpatizaban con el movimiento, dudaban que los anarquistas tuvieran organización y liderazgo para desarrollar una lucha de largo plazo, y prefirieron pactar con el gobierno desde una "posición de fuerza". De hecho los diversos grupos anarcosindicalistas italianos tenían una gran adhesión obrera pero carecían de un programa común que aplicar después de la toma de las fábricas, siendo que la patronal confiaba en que, carentes de cuadros capacitados, los anarquistas teminarían capitulando al no poder manejar eficazmente las fábricas ocupadas. La falta de organizaciones "interfábrica" independientes hizo que los obreros dependieran de los burócratas de las uniones sindicales para obtener información sobre lo que pasaba en otras ciudades, y las autoridades estatales usaron ese elemento para aislar las fábricas y las ciudades entre sí.

### Último intento
Gobierna un sentimiento de derrota entre la clase obrera que se unió a los "consejos" ya que el 27 de septiembre de 1920, se quita la autorización y se despide a los administradores de consejos, cosa que los trabajadores intentan bloquear con una paralización. Los patrones respondieron con un cierre, y con ayuda de miles de soldados del ejército del gobierno de Giovanni Giolitti, las fábricas son desalojadas y montó ametralladoras fuera de las fábricas. Las demandas de los jefes eran imponer otro contrato a la FIOM para modificar el control directivo. Estas demandas fueron dirigidas a destruir el sistema de consejos de fábrica y su modelo de asociación. 
Los trabajadores de Turín respondieron a esto con una huelga general en defensa de los consejos. Los trabajadores habían invitado a los sindicatos y a los partidos marxistas y socialistas para unirse a la huelga, pero estos rechazaron la oferta al considerar muy difícil el triunfo de los trabajadores, y sólo los grupos anarcosindicalistas estaban dispuestos a actuar. No obstante la confederación local de la USI no podía proporcionar la infraestructura necesaria para un movimiento de ocupación totalmente coordinado. Después de dos semanas en huelga, los trabajadores decidieron rendirse y el movimiento obrero manifestó cabalmente sus problemas para transformar la correlación de fuerzas. Al final, el control fue dado de nuevo a los jefes de las fábricas modificando las reglas de los contratos dando algunas concesiones legales pero suprimiendo definitivamente los consejos, con la ayuda de los grupos socialistas, y arrestaron a muchos de los principales organizadores obreros y anarquistas.

## Disputas y protagonistas
Las disputas dentro de la revuelta se dieron entre los sectores moderados del Partido Socialista Italiano que querían sólo lograr mejoras laborales, los sectores radicales del mismo partido liderados entre otros por Antonio Gramsci que estaban influenciados por la reciente revolución rusa de 1917 y que posteriormente fundarían el Partido Comunista Italiano, y los sectores de obreros y campesinos anarquistas entre los que se encontraba como líder y teórico sobresaliente Errico Malatesta así como el rol trascendental de la federación sindical Unione Sindacale Italiana (USI) de tendencia anarcosindicalista. 

(sobre las fábricas ocupadas ondeaba) un bosque de banderas negras y rojas (puesto que) el consejo del movimiento de Turín era esencialmente anarcosindicalista [pg. 241]. (Las actividades de resistencia eran) ya directamente guiadas o indirectamente inspiradas por los anarcosindicalistas [pg. 193]
Gwyn Williams, Orden proletario

Otra figura importante en el movimiento fue Amadeo Bordiga quien se convertiría en teórico de la tendencia de izquierda comunista (tendencia posteriormente crítica de la línea del Comintern). Esta línea de pensamiento era contraria al falso leninismo y al oportunismo táctico de la internacional que llevaría al estalinismo.

## Contexto y consecuencias
Hubo similares eventos en otros países europeos en el mismo período como los espartaquistas alemanes, la revuelta socialista de Baviera y la "república soviética" de Hungría, en mucho también motivados por la exitosa reciente revolución rusa, pero en la primavera de 1919 todas estas sublevaciones socialistas habían sido ya vencidas. En el caso italiano, la represión estatal, la desorganización de los anarcosindicalistas,  y la división entre los sectores de socialistas terminaron por quitar toda fuerza al movimiento, el cual fue incapaz de oponer resistencia activa a un nuevo grupo político aparecido en Italia: los fascistas. 
Las revueltas del biennio rosso motivaron a la alta burguesía italiana a mirar con sospecha cualquier movimiento obrero, y cuando en 1919 el exsocialista Benito Mussolini fundó su movimiento de los fascios de combate basado en un virulento anticomunismo, la burguesía italiana decidió apoyarlo como medio de contrarrestar las actividades de socialistas y comunistas.
Al contrario de las disensiones en el Partido Socialista Italiano entre "radicales" y "moderados" sobre las tácticas a seguir, los fascistas de Mussolini, con una base antisocialista y anticomunista, utilizaron como táctica básica a la violencia contra personas y bienes, violencia ejecutada por un grupo paramilitar creado específicamente para ello: los camisas negras. Los anarquistas italianos, dedicados esencialmente a la sindicatos con base local, carecían de organización centralizada a diferencia de los fascistas, y las discrepancias de método y disciplina también obraron en su contra.
Mussolini aprovechó el miedo de los industriales y se mostró como decidido opositor del bienio rosso, empleando desde 1921 a sus belicosos camisas negras para someter por la violencia a los líderes izquierdistas que intentaran repetir las huelgas de 1919-1920. Con ello, Mussolini terminó subiendo al poder poco después en tanto el fascismo fue apoyado como "prevención contrarrevolucionaria", lanzado como resultado de la fracasada revolución.